# Distrito de Lucre (Quispicanchi)
El distrito de Lucre es uno de los doce distritos de la provincia de Quispicanchi, ubicada en el departamento del Cuzco, Perú, bajo la administración del Gobierno regional del Cuzco. 
La Provincia de Quispicanchi, desde el punto de vista jerárquico de la Iglesia Católica, pertenece a la Arquidiócesis del Cusco.

## Historia
El distrito fue creado mediante Ley n.º 9295 del 17 de enero de 1941, dado en el primer gobierno del Presidente Manuel Prado Ugarteche.

## Geografía
Su capital, el pueblo de Lucre, que se ubica a 3.111 m s. n. m.

## Autoridades

### Municipales
- 2019 - 2022[2]
  - Alcalde: Guido Loayza Baca, de Acción Popular.
  - Regidores:

  1. Luis Valencia Barrientos (Acción Popular)
  2. Segundo Ayma Ttito (Acción Popular)
  3. Javier Yupanqui Pachacute (Acción Popular)
  4. Francisca Quispe Palomino (Acción Popular)
  5. Franco Irwing Malpartida Chamorro (Restauración Nacional)

## Festividades
- Batalla de Tarapacá.
- Velada de la Cruz.
- Navidad.
- Feria del Durazno.
- Feria Gastronómica típica.
- Festividad patronal del Señor de Ccoyllurrutti
- Festival de los carnavales